# Petrolisthes
Petrolisthes is een geslacht van tienpotigen uit de familie  Porcellanidae. De wetenschappelijke naam van het geslacht werd in 1858 voor het eerst geldig gepubliceerd door William Stimpson. Hij duidde Porcellana violacea Guérin als typesoort aan, die voorkomt in Chili.

## Soorten
- Petrolisthes aegyptiacus Werding & Hiller, 2007
- Petrolisthes agassizii Faxon, 1893
- Petrolisthes amoenus (Guérin-Méneville, 1855)
- Petrolisthes armatus (Gibbes, 1850)
- Petrolisthes artifrons Haig, 1960
- Petrolisthes asiaticus (Leach, 1820)
- Petrolisthes bifidus Werding & Hiller, 2004
- Petrolisthes bispinosus Borradaile, 1900
- Petrolisthes bolivarensis Werding & Kraus, 2003
- Petrolisthes borradailei Kropp, 1984
- Petrolisthes boscii (Audouin, 1826)
- Petrolisthes brachycarpus Sivertsen, 1933
- Petrolisthes cabrilloi Glassell, 1945
- Petrolisthes caribensis Werding, 1983
- Petrolisthes carinipes (Heller, 1861)
- Petrolisthes celebesensis Haig, 1981
- Petrolisthes cinctipes (Randall, 1840)
- Petrolisthes coccineus (Owen, 1839)
- Petrolisthes cocoensis Haig, 1960
- Petrolisthes columbiensis Werding, 1983
- Petrolisthes crenulatus Lockington, 1878
- Petrolisthes cyanochir Osawa & Maenosono, 2011
- Petrolisthes decacanthus Ortmann, 1897
- Petrolisthes desmarestii (Guérin, 1835)
- Petrolisthes dissimulatus Gore, 1983
- Petrolisthes donadio Hiller & Werding, 2007
- Petrolisthes donanensis Osawa, 1997
- Petrolisthes edwardsii (de Saussure, 1853)
- Petrolisthes eldredgei Haig & Kropp, 1988
- Petrolisthes elegans Haig, 1981
- Petrolisthes elegantissimus Werding & Hiller, 2015
- Petrolisthes elongatus (H. Milne Edwards, 1837)
- Petrolisthes eriomerus Stimpson, 1871
- Petrolisthes extremus Kropp & Haig, 1994
- Petrolisthes fimbriatus Borradaile, 1898
- Petrolisthes galapagensis Haig, 1960
- Petrolisthes galathinus (Bosc, 1802)
- Petrolisthes gertrudae Werding, 1996
- Petrolisthes glasselli Haig, 1957
- Petrolisthes gracilis Stimpson, 1859
- Petrolisthes granulosus (Guérin, 1835)
- Petrolisthes haigae Chace, 1962
- Petrolisthes haplodactylus Haig, 1988
- Petrolisthes hastatus Stimpson, 1858
- Petrolisthes haswelli Miers, 1884
- Petrolisthes heterochrous Kropp, 1986
- Petrolisthes hians Nobili, 1901
- Petrolisthes hirtipes Lockington, 1878
- Petrolisthes hirtispinosus Lockington, 1878
- Petrolisthes hispaniolensis Werding & Hiller, 2005
- Petrolisthes holotrichus Nobili, 1901
- Petrolisthes holthuisi Hiller & Werding, 2010
- Petrolisthes inermis (Heller, 1862)
- Petrolisthes japonicus (De Haan, 1849)
- Petrolisthes jugosus Streets, 1872
- Petrolisthes kranjiensis Johnson, 1970
- Petrolisthes laevigatus (Guérin, 1835)
- Petrolisthes lamarckii (Leach, 1820)
- Petrolisthes leptocheles (Heller, 1861)
- Petrolisthes lewisi (Glassell, 1936)
- Petrolisthes limicola Haig, 1988
- Petrolisthes lindae Gore & Abele, 1974
- Petrolisthes magdalenensis Werding, 1978
- Petrolisthes manimaculis Glassell, 1945
- Petrolisthes marginatus Stimpson, 1859
- Petrolisthes masakii Miyake, 1943
- Petrolisthes melini Miyake & Nakasone, 1966
- Petrolisthes mesodactylon Kropp, 1984
- Petrolisthes militaris (Heller, 1862)
- Petrolisthes miyakei Kropp, 1984
- Petrolisthes moluccensis (de Man, 1888)
- Petrolisthes monodi Chace, 1956
- Petrolisthes nanshensis Yang, 1996
- Petrolisthes nigrunguiculatus Glassell, 1936
- Petrolisthes nobilii Haig, 1960
- Petrolisthes novaezelandiae Filhol, 1885
- Petrolisthes obtusifrons Miyake, 1937
- Petrolisthes ornatus Paul'son, 1875
- Petrolisthes ortmanni Nobili, 1901
- Petrolisthes perdecorus Haig, 1981
- Petrolisthes platymerus Haig, 1960
- Petrolisthes politus (Gray, 1831)
- Petrolisthes polychaetus Dong, Li & Osawa, 2010
- Petrolisthes polymitus Glassell, 1937
- Petrolisthes pubescens Stimpson, 1858
- Petrolisthes quadratus Benedict, 1901
- Petrolisthes rathbunae Schmitt, 1921
- Petrolisthes robsonae Glassell, 1945
- Petrolisthes rosariensis Werding, 1978
- Petrolisthes rufescens (Heller, 1861)
- Petrolisthes sanfelipensis Glassell, 1936
- Petrolisthes sanmartini Werding & Hiller, 2002
- Petrolisthes scabriculus (Dana, 1852)
- Petrolisthes schmitti Glassell, 1936
- Petrolisthes squamanus Osawa, 1996
- Petrolisthes teres Melin, 1939
- Petrolisthes tiburonensis Glassell, 1936
- Petrolisthes tomentosus (Dana, 1852)
- Petrolisthes tonsorius Haig, 1960
- Petrolisthes tridentatus Stimpson, 1859
- Petrolisthes trilobatus Osawa, 1996
- Petrolisthes tuberculatus (Guérin, 1835)
- Petrolisthes tuberculosus (H. Milne Edwards, 1837)
- Petrolisthes tuerkayi Naderloo & Apel, 2014
- Petrolisthes unilobatus Henderson, 1888
- Petrolisthes uruma Osawa & Uyeno, 2013
- Petrolisthes violaceus (Guérin, 1831)
- Petrolisthes virgatus Paul'son, 1875
- Petrolisthes zacae Haig, 1968